# MESM

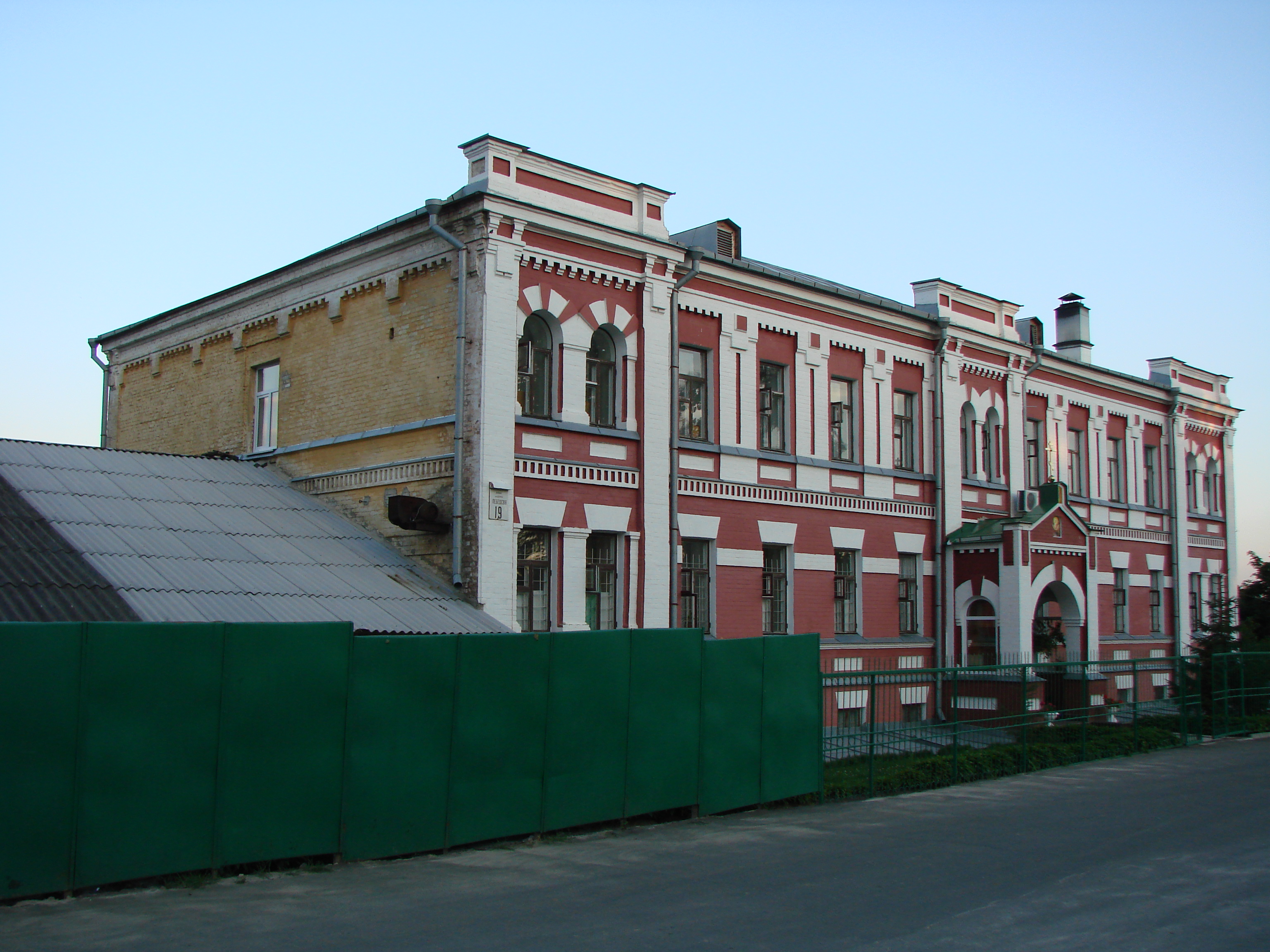
Standort des Computers

Die MESM (russisch Малая электронная счётная машина) war der erste sowjetische Computer.
Die Maschine wurde von Sergei Alexejewitsch Lebedew an einem Institut der Akademie der Wissenschaften der Ukrainischen Sozialistischen Sowjetrepublik in Kiew entwickelt und war von 1950 bis 1957 in Betrieb.
In der MESM waren 6000 Elektronenröhren verbaut, die Taktfrequenz war 5 Kilohertz, der Bedarf an elektrischer Leistung betrug 25 Kilowatt. Der Großcomputer wurde in einem Gebäude eines ehemaligen Klosters im Süden von Kiew aufgestellt. Aufgrund der Abwärme mussten Teile der Geschossdecke entfernt werden.